# Oleski
Oleski là một huyện thuộc tỉnh Opolskie của Ba Lan. Huyện có diện tích 973 km². Đến ngày 1 tháng 1 năm 2011, dân số của huyện là 67000 người và mật độ 69 người/km².